# マダン・クマール・バンダリ

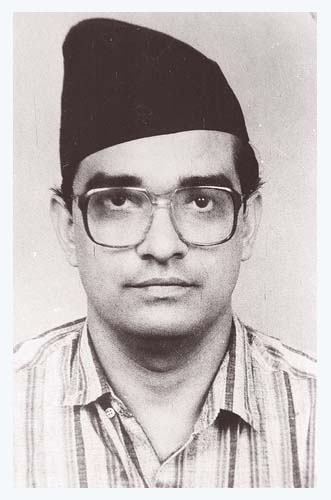
マダン・クマール・バンダリー

マダン・クマール・バンダリ（ネパール語: मदन कुमार भण्डारी、英: Madan Kumar Bhandari、1952年6月27日 - 1993年5月16日）は、ネパールの政治家。ネパール統一共産党初代総書記。1993年、謎の自動車事故で死亡した。 
タプレジュング郡生まれ。インドのバラナシで学ぶ。1972年、ネパール共産党の創設者・プシュパ・ラル・シュレスタが興した学生運動、民主文化戦線の中央委員に指名される。1976年ごろには共産党プシュパ・ラル派を去り、「解放戦線グループ」を組織する。1978年に起きたジャパの武装蜂起の生き残りとは同盟関係を築いた。
1980年の国民投票に先立って創設されたネパール共産党マルクス・レーニン主義派の設立に加わり、1986年の第4回全国大会で総書記に選出された。
1991年、マルクス･レーニン主義派がネパール統一共産党に合流すると、バンダリは総書記に選出された。バンダリは「人民の複数政党民主主義」というプログラムを考案し、それにより数年間、バンダリの死を越えて統一共産党をネパール最強の共産党に仕上げたのであった。
1993年、バンダリは自動車事故と推定される衝突で死亡するが、目撃者は誰もいなかった。
多くの人が殺人だと信じた。自動車に乗っていた3人のうち、運転手のアマール･ラマだけが生き残り、党の指導者、バンダリとジーヴ・ラージ・アシュリットが死んだ。
当時の政府は調査委員会を組織したが、公式には自動車衝突は単なる事故であり、何の陰謀の兆候も見られなかったと報告した。しかし、陰謀の疑いは再び浮上した。10年後、生き残った運転手が暗殺されたのであった。